# Chroom (tijdschrift)
Chroom is een Nederlands literair tijdschrift, dat van 1985 tot 1998 werd uitgegeven door Bert van Weenen te Leerdam. Het aandachtsgebied was religie in de moderne Nederlandse literatuur. Chroom plaatste dit thema in een wat breder verband dan het contemporaine christelijke literaire tijdschrift Woordwerk, dat in 1998 opging in het tijdschrift Liter. Naast aandacht voor auteurs uit de orthodox-gereformeerde hoek besteedde de redactie van Chroom ook royaal aandacht aan schrijvers als Gerard Reve, Jan Wolkers en Jan Siebelink. Als criterium gold steeds, dat geloof - of breder nog religie - in het besproken literaire werk een centraal thema was.
Redacteuren van Chroom waren Bert van Weenen, Alfred Valstar en Jan de Bas. Medewerking verleenden o.a. Lode Bisschop, Jaap Zijlstra, Hans Werkman, Pim Heuvel en Murk A.J. Popma.
In 1998 werd het tijdschrift omgezet in een e-zine. Vanaf 2000 werd het een online vraagbaak voor religieuze literatuur: Chroom Digitaal 2000. Deze website is in juli 2017 opgeheven.